# Buchenroedera viminea
Buchenroedera viminea là một loài thực vật có hoa trong họ Đậu. Loài này được C.Presl mô tả khoa học đầu tiên.